# Монастырь Святой Филофеи
Монастырь святой Филофеи (швед. Heliga Philothei ortodoxa kloster) — первая православная женская монашеская община в Швеции. Расположена в местечке Грилльбю, близ города Энчёпинга. Находится в юрисдикции Шведского экзархата ИПЦ Греции (Синод Хризостома).
Престольный день — 19 февраля (4) марта (память мученицы Филофеи Афинской).

## История

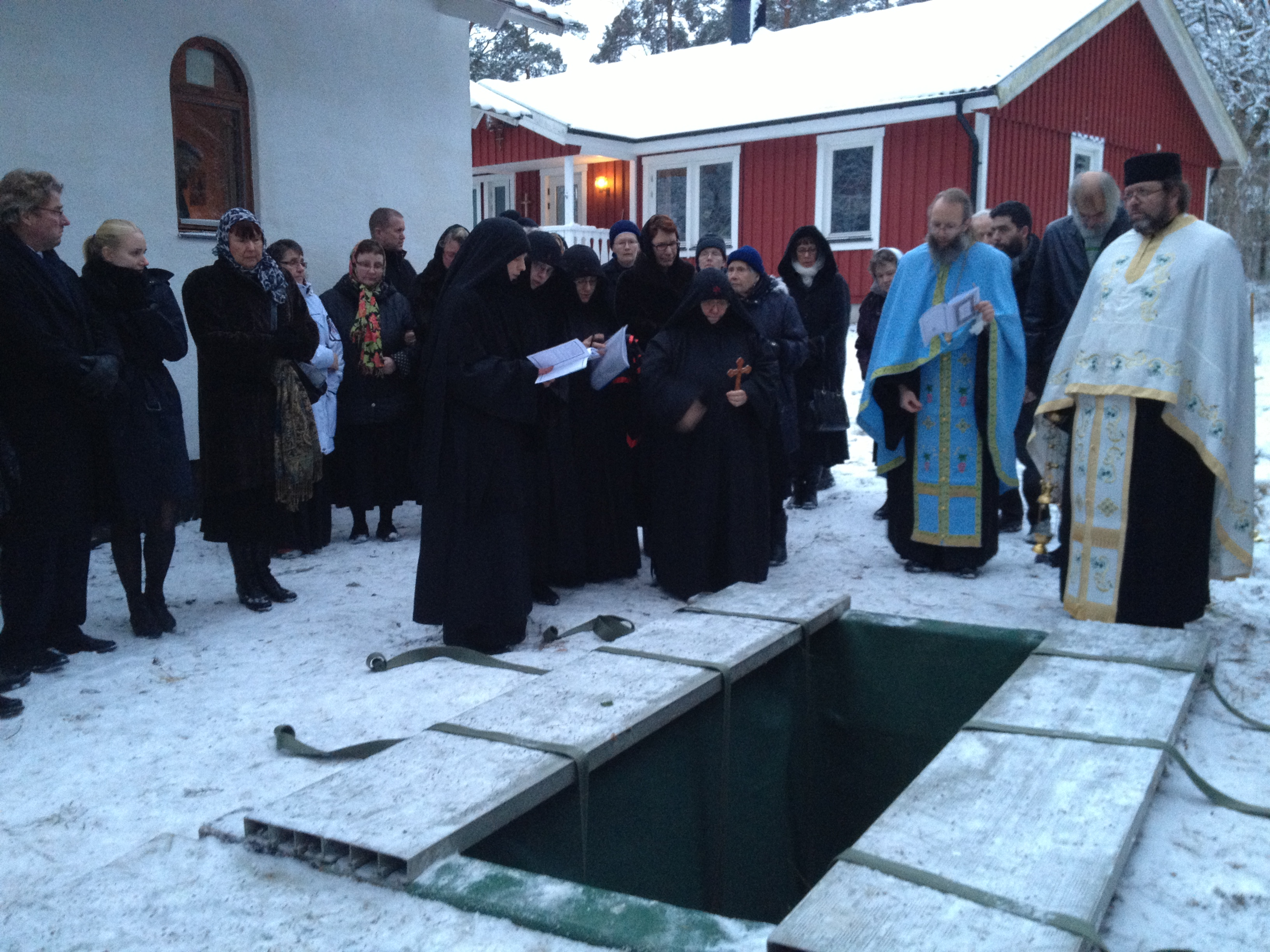
Похороны схимонахини Филофеи (1922—2012)

Монастырь был основан по благословению митрополита Киприана (Куцумбаса) 12 декабря 1988 года в местечке Грилльбю, близ города Энчёпинга в Швеции в юрисдикции Синода противостоящих. Действует как подворье монастыря Святых Ангелов (Афидне, Аттика, Греция).
Монастырь стал первым православным монашеским учреждением на территории Швеции в новейшее время. С 1988 по 2012 годы монашескую общину возглавляла схимонахиня Филофея, скончавшаяся 29 ноября 2012 года и погребённая слева от Никольского храма. В 2013 году дети монахини Филофеи подали в суд, оспаривая переданную монастырю собственность на 2,5 млн шведских крон.
В монастыре построен каменный храм в честь святителя Николая Чудотворца, а также устроен домовый храм в честь святой преподобномученицы Филофеи Афинской.
9 июля 2019 года в монастыре начались строительные работы по расширению сестринского корпуса.

## Настоятельницы
- Филофея, схимонахиня (1988—2012)
- Магдалина, монахиня (с 2013)

## Реквизиты
- Адрес: Villberga, 740 81 Grillby